# Falcatus (véhicule)
Pour les articles homonymes, voir Falcatus (homonymie).
Falcatus est un véhicule de transport de troupes et un véhicule militaire de reconnaissance pour forces spéciales blindé développé par l'entreprise ZIL sur la base du Kamaz-4911. Son développement commença au début des années 2000 et le premier prototype fut lancé en 2009. Le projet se nommait tout d'abord "Punisher" (Karatel en russe) puis prit le nom d'une épée romaine Falcatus.

## Description
Il est s'agit d'un MRAP protégé contre les mines terrestres et tout Engin explosif improvisé.

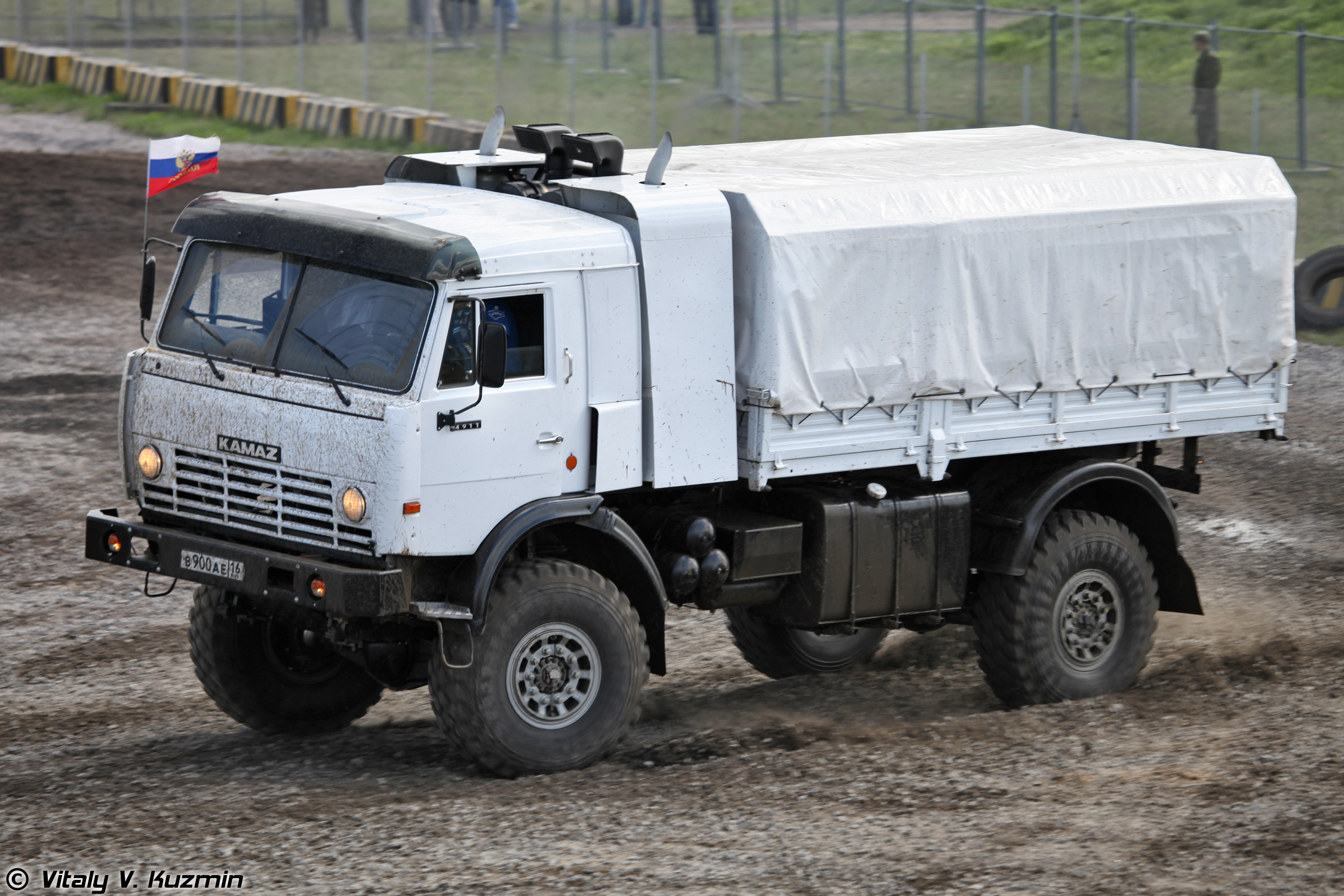
Chassis Kamaz 4911 sur lequel le Falcatus est basé.